# Bruno Racine

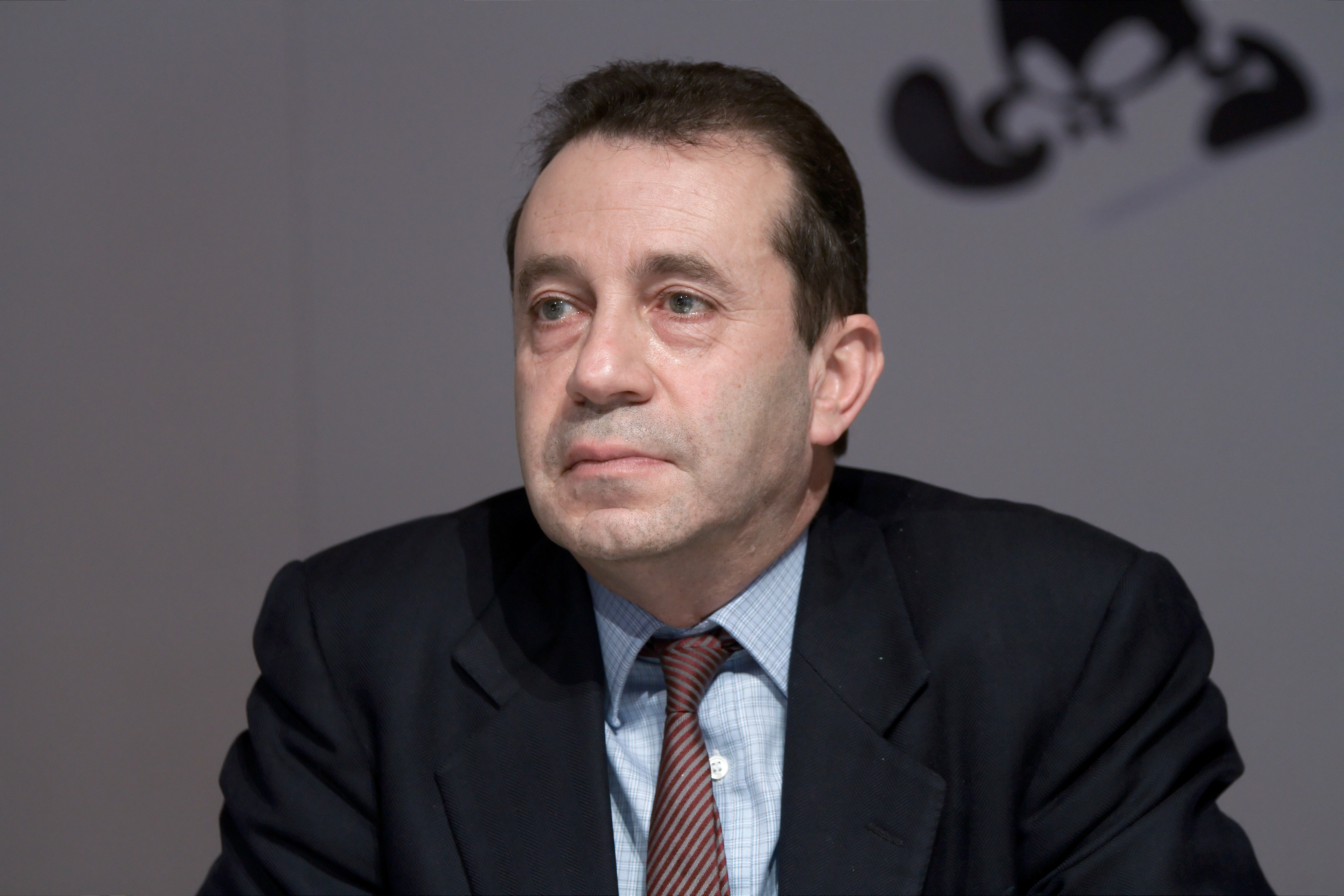
Bruno Racine im März 2010

Bruno Racine (* 17. Dezember 1951 in Paris) ist ein französischer Schriftsteller und Bibliotheksleiter.

## Leben
Seine Eltern sind Pierre Racine und Edwina Morgulis. Er besuchte die École La Rochefoucauld in Paris. Racine studierte am Lycée Louis-le-Grand und danach an der École normale supérieure in Paris Literatur. Ab 1977 studierte er öffentliche Verwaltung an der École nationale d’administration (ENA). Von 1983 bis 1986 arbeitete er im Französischen Außenministerium. Von 1986 bis 1988 gehörte er dem Regierungskabinett von Premierminister Jacques Chirac an.  Von 1997 bis 2002 war er als Nachfolger von Pierre-Jean Rémy Direktor der Académie de France à Rome. Von 2002 bis 2007 war er als Nachfolger von Jean-Jacques Aillagon Direktor des Centre Georges Pompidou.  Von 2007 bis 2016 war er  Präsident der Bibliothèque nationale de France. Racine ist seit 1997 Mitglied der Ehrenlegion. Seit 1981 ist er mit Béatrice de Bégon de Larouzière-Montlosier verheiratet. Er hat vier Kinder.

## Schriften
- 1982: Le Gouverneur de Morée, Prix du premier roman
- 1986: Terre de promission
- 1991: Au péril de la mer, Prix des Deux Magots 1992
- 1999: La Séparation des biens,  Prix La Bruyère de l’Académie française 1999
- 1999: L’Art de vivre à Rome, Grand prix du livre des arts de la Société des gens de lettres 2000
- 2000: L’Art de vivre en Toscane
- 2002: Le Tombeau de la Chrétienne
- 2007: Le Côté d’Odessa
- 2012: Adieu à l’Italie